# Homalotarsus impressus
Homalotarsus impressus är en skalbaggsart som beskrevs av Emile Janssens 1932. Homalotarsus impressus ingår i släktet Homalotarsus och familjen bladhorningar. Inga underarter finns listade i Catalogue of Life.